# Parc national naturel de Los Nevados
Le parc national naturel de Los Nevados (espagnol : Parque Nacional Natural Los Nevados) est un parc national situé au centre-ouest de la Colombie, dans les départements de Caldas, Risaralda, Quindío et Tolima. Dominé par le volcan Nevado del Ruiz (5 300 mètres), il s'étend sur 583 km2. Avec plus de 50 000 visiteurs en 2009, c'est le troisième parc national le plus visité de Colombie derrière le parc national naturel de coraux Rosario et San Bernardo et le parc national naturel de Tayrona.

## Géographie
En plus du Nevado del Ruiz, sept autres volcans sont localisés dans le parc : Cerro Machín, Nevado del Tolima, Nevado de Quindio, Santa Isabel, Cerro Bravo, Paramillo de Santa Rosa et Nevado El Cisne.
L'activité glaciaire a sculpté le paysage, laissant vallées en U et moraines. Les roches magmatiques dominent au-dessus de 3 500 mètres sur la façade orientale et 2 200 mètres sur la façade occidentale. Le lac Otún, situé dans un cratère éteint, et le lac Green se trouvent dans la zone.
Le réseau hydrologique du parc fournit de l'eau à plus de deux millions de plants de café dans la région, et la plupart du riz et du coton est produit dans le département de Tolima.
Le parc est situé dans les départements de Caldas, Risaralda, Quindío et Tolima et divisé entre les municipalités de Villamaría, Santa Rosa de Cabal, Pereira, Salento et Ibagué.

## Faune et flore
Le parc abrite 1 250 espèces de plantes vasculaires, 200 espèces de bryophytes, 300 espèces de lichens et 180 espèces de champignons macroscopiques.
Sur les pentes basses et dans les vallées andines, Ceroxylon quindiuense domine. La forêt andine supérieure se compose d'arbres atteignant jusqu'à 30 mètres de haut.
Les oiseaux remarquables incluent motmot houtouc, conure à joues d'or, caïque de Fuertes, toui à front roux, condor des Andes, grallaire ceinturée et érismature rousse. Le colibri casqué est endémique de la région,,.
Les mammifères sont représentés par le tapir des montagnes, l'ours à lunettes, le pudu du Nord, l'oncille, le cougar et l'opossum à oreilles blanches.